# Las Naves del Almirante
Las Naves del Almirante es un monumento y grupo escultórico ubicado en el área rural de Santiago de Cali, específicamente en el corregimiento de Felidia, en Colombia. El monumento rinde homenaje a las víctimas del Accidente aéreo de la expedición Cristóbal Colón que tuvo lugar en los Farallones de Cali, en proximidades a la población de Felidia.

## Historia
En 1937 una expedición de la Fuerza Aérea de Cuba se encontraba recorriendo América emulando el viaje de Cristóbal Colón para reunir fondos con el fin de construir un faro en República Dominicana, que se llamaría Faro Colón, en memoria de los 445 años del descubrimiento europeo de América, en semejanza a la construcción en el mismo país del Faro Almirante en el marco del aniversario 360 del viaje de Colón.
El 29 de diciembre de 1937, la expedición, compuesta por tres naves cubanas (La Niña, La Pinta y la Santa María) y una dominicana (el Colón), se preparaba para continuar su viaje desde el aeropuerto de El Guabito, hoy Base Aérea Marco Fidel Suárez. En horas de la mañana comenzaron el ascenso sobre la Cordillera Occidental siguiendo el cañón del río Cali hasta la población de Felidia en dirección al mar. Debido a las condiciones del lugar la maniobrabilidad se volvió difícil, y al intentar un giro de 180°, la baja velocidad que llevaba la aeronave, hizo caer en picada a la Santa María, precipitándose en la depresión entre montañas de más de 3.000 metros, conocida como Las Nieves. La Pinta y la Niña que seguían a la Santa María confundieron las acciones de la aeronave con indicaciones y siguieron el curso de la misma con consecuencias fatales. El Colón, cuyo motor era más potente, logró escapar intacto.
78 años después de la catástrofe se inauguró, en presencia del entonces alcalde Rodrigo Guerrero, el monumento en memoria de las víctimas en la plaza principal de Felidia, en el marco de la remodelación de la plaza. La obra fue realizada por el artista Diego Pombo.

## Descripción
La obra presenta a las tres naves accidentadas alzando vuelo hacia el Pacífico, como si estas hubiesen corregido el rumbo y evitado la catástrofe. Las tres aeronaves llevan en un costado el nombre de las carabelas de Colón con el que se las conocía: La Niña, La Pinta y la Santa María; y en el otro el número de la aeronave, respectivamente 51, 104 y 54. La cola de las aeronaves se encuentra adornadas con la bandera de cuba. Al grupo escultórico lo acompaña una placa conmemorativa.